# Bhutanfnittertrast
Bhutanfnittertrast (Trochalopteron imbricatum) är en asiatisk fågel i familjen fnittertrastar inom ordningen tättingar.

## Utseende och läten
Bhutanfnittertrasten är en liten (20 cm), mörkt rostbrun fnittertrast, lik himalayafnittertrasten som vissa behandlar den som underart till. Den skiljer sig dock genom mörkare fjäderdräkt, lite eller ingen streckning på hjässa och nacke, blekare gråbrunt på tygel och örontäckare, längre stjärt och genomgående mer fint vitstreckad. Bland lätena hörs "krreeerrr" och "tchu... wee... yuh".

## Utbredning och systematik
Fågeln förekommer i Bhutan och sydöstra Tibet. Den behandlas som monotypisk, det vill säga att den inte delas in i några underarter. Tidigare behandlades den som underart till himalayafnittertrasten (T. lineatum) och vissa gör det fortfarande.

### Släktestillhörighet
Tidigare inkluderas arterna i Trochalopteron i Garrulax, men genetiska studier har visat att de är närmare släkt med exempelvis prakttimalior (Liocichla) och sångtimalior (Leiothrix).

## Levnadssätt
Bhutanfnittertrasten hittas i ungskog, utmed vägrenar, i trädgårdar och i undervegetation i öppen skog, mellan 1400 och 2400 meters höjd. Den uppträder i par eller små grupper där den troligen födosöker på eller nära marken efter små ryggradslösa djur och vegetabiliskt material, även om exakt information saknas. Arten är ganska lätt att komma nära och ses ofta nära bebyggelse, men håller sig nära skyddande växtlighet. Fågeln häckar mellan april och juni.

## Status och hot
Arten har ett stort utbredningsområde och en stor population med stabil utveckling och tros inte vara utsatt för något substantiellt hot. Utifrån dessa kriterier kategoriserar internationella naturvårdsunionen IUCN arten som livskraftig (LC). Världspopulationen har inte uppskattats men den beskrivs som vanlig i Bhutan.